# Willem de Sitter
Willem de Sitter (Sneek, 6 de maio de 1872 — Leiden, 20 de novembro de 1934) foi um matemático, físico e astrônomo neerlandês.
Willem de Sitter estudou matemática na Universidade de Groningen e depois integrou o Laboratório de Astronomia de Groninga. Trabalhou no observatório do Cabo na África do Sul (1897-1899), e em 1908 foi nomeado para a cátedra de astronomia da Universidade de Leiden. Foi diretor do Observatório de Leiden de 1919 até sua morte.
De Sitter contribuiu a melhorar a compreensão da cosmologia. Uma de suas obras de destaque é a co-redação de um artigo com Albert Einstein, em 1932, no qual eles lançam a conjectura de que deveria haver no universo uma grande quantidade de matéria que não emitia luz, designada como matéria negra.
De Sitter ficou também célebre por seus trabalhos sobre o planeta Júpiter.

## Distinções honoríficas

### Honrarias
- 1929 - Medalha James Craig Watson[1]
- 1931 - Medalha Bruce[2]
- 1931 - Medalha de Ouro da Royal Astronomical Society[3]
- 1934 - Prêmio Jules Janssen[4]

### Epônimos
- A cratera de Sitter na Lua
- O asteróide 1686 De Sitter